# Igreja de Cientologia
A Igreja de Cientologia é um grupo de entidades corporativas interconectadas e outras organizações dedicadas à prática, administração e disseminação de Cientologia, que são definidas de várias formas como uma seita, um negócio ou um novo movimento religioso. A igreja e o movimento foram objeto de várias controvérsias, e a igreja foi descrita por inquéritos do governo, órgãos parlamentares internacionais, juízes e numerosos julgamentos de tribunais superiores como uma seita e um negócio manipulador e lucrativo. O governo alemão classifica Cientologia como uma seita anticonstitucional. Na França, foi classificado como uma seita perigosa. Em alguns países, conseguiu obter reconhecimento legal como religião.
A Igreja da Cientologia Internacional (CSI) é oficialmente a organização dos pais da Igreja da Cientologia e é responsável por orientar as igrejas locais de Cientologia. Sua sede internacional está localizada na Gold Base, em uma área não incorporada do Condado de Riverside, Califórnia. A Scientology Missions International supervisiona as missões de Cientologia, que são organizações locais de Cientologia menores que as igrejas. A Igreja da Tecnologia Espiritual (CST) é a organização que possui todos os direitos autorais da propriedade de L. Ron Hubbard.
Todas as organizações de gestão de Cientologia são controladas exclusivamente por membros da Sea Org, que é uma organização paramilitar legalmente inexistente para o "núcleo de elite mais dedicado dos cientologistas". David Miscavige tem o cargo mais alto da Sea Org, detendo o posto de capitão.